# Astrotricha obovata
Astrotricha obovata là một loài thực vật có hoa trong Họ Cuồng. Loài này được Makinson mô tả khoa học đầu tiên năm 1991.